# جوزيبي غابرييل بالسامو كريفيلي
جوزيبي غابرييل بالسامو-كريفيلي (1 سبتمبر 1800 في ميلانو – 15 نوفمبر 1874 في بافيا) عالم تاريخ طبيعي إيطالي.
أصبح أستاذاً لعلم المعادن وعلم الحيوان في جامعة بافيا عام 1851، وعُين أستاذاً للتشريح المقارن عام 1863. كان مهتمًا بمجالات مختلفة من التاريخ الطبيعي، وحدد الفطر المسؤول عن مرض المسكاردين الأبيض لديدان الحرير وأطلق عليه اسم (Beauveria bassiana). نشر بالتعاون مع عالم النباتات الإيطالي جوزيبي دي نوتاريس [الإنجليزية] كتاب (Prodromus bryologiae Mediolanensis) عام 1834. 